# Auraiya (distrikt)
Auraiya är ett distrikt i den indiska delstaten Uttar Pradesh, och hade 1 179 993 invånare år 2001 på en yta av 2 051,9 km². Det gör en befolkningsdensitet på 575,1 inv/km². Den administrativa huvudorten är staden Auraiya. De största religionerna är Hinduism (92,37 %) och Islam (7,09%). Distriktet bildades den 17 september 1997, från att tidigare varit en del av distriktet Etawah.

## Administrativ indelning
Distriktet är indelat i två kommunliknande enheter, tehsils:
- Auraiya, Bidhuna

## Städer
Distriktets städer är huvudorten Auraiya samt Achhalda, Atasu, Babarpur Ajitmal, Bidhuna, Dibiyapur och Phaphund.
Urbaniseringsgraden låg på 14,32 procent år 2001.